# Jutta Ploch
Jutta Ploch, po mężu Schenk (ur. 13 stycznia 1960 w Weißenfels) – niemiecka wioślarka reprezentująca NRD, złota medalistka olimpijska i trzykrotna medalistka mistrzostw świata.

## Kariera
Wystąpiła na igrzyskach olimpijskich w Moskwie w 1980, gdzie osada NRD w składzie: Jutta Ploch, Jutta Lau, Sybille Reinhardt, Roswietha Zobelt i Liane Buhr wywalczyły złoty medal w czwórkach podwójnych ze sternikiem. W finale o 0,41 sekundy wyprzedziły osadę ZSRR i o 0,78 sekundy osadę Bułgarii.
W czwórkach podwójnych zdobyła również srebro na mistrzostwach świata w Monachium (1981), mistrzostwach świata w Lucernie (1982). Ponadto wspólnie z Martiną Schröter wywalczyła złoty medal w dwójkach podwójnych na mistrzostwach świata w Duisburgu (1983).
Z zawodu była nauczycielką. Po zakończeniu kariery pracowała jako trenerka wioślarstwa.
W 1980 została odznaczona Orderem Zasługi dla Ojczyzny.